# Paweł Demirski
Paweł Demirski (ur. 19 lipca 1979 w Gdańsku) – polski dramatopisarz, scenarzysta i reżyser.

## Życiorys
Studiował architekturę na Politechnice Gdańskiej oraz dziennikarstwo na Uniwersytecie Wrocławskim.
W 2002 roku zadebiutował w teatrze jako dramaturg. Pisze sztuki polityczne dotykające takich problemów jak bezrobocie wśród młodych, emigracja, kryzys patriotyzmu, wojna w Iraku.
Sztuki na podstawie jego tekstów reżyserowała m.in. Monika Strzępka. Razem z Michałem Zadarą napisał Ifigenia. Nowa Tragedia i Tykocin. Jego sztuki zostały przetłumaczone m.in. na angielski, niemiecki, rosyjski, koreański, rumuński, serbski. Napisał scenariusze seriali Artyści i Udar.
W latach 2003–2006 był kierownikiem literackim Teatru Wybrzeże. W 2003 roku był stypendystą Royal Court Theatre w Londynie. W 2025 zadebiutował jako reżyser adaptując swój dramat W imię Jakuba S. do Teatru Telewizji.

## Sztuki
- Kiedy przyjdą podpalić dom, to się nie zdziw,
- From Poland with Love,
- Padnij,
- Wałęsa. Historia wesoła, a ogromnie przez to smutna,
- Dziady Ekshumacja,
- Był sobie Polak, Polak, Polak i diabeł,
- Śmierć podatnika. Diamenty to węgiel, który wziął się do roboty,
- Sztuka dla Dziecka,
- Opera gospodarcza dla ładnych pań i zamożnych panów,
- Niech żyje wojna!!! (Grand Prix V Festiwalu Dramaturgii Współczesnej Raport 2010),
- Był sobie Andrzej, Andrzej, Andrzej i Andrzej (Grand Prix Festiwalu Boska Komedia w Krakowie),
- Tęczowa Trybuna 2012,
- W imię Jakuba S.,[4]
- Nie-boska komedia. Wszystko powiem Bogu!.